# Port Hope (Ontario)
Port Hope è un comune del Canada, situato nella provincia dell'Ontario, nella contea di Northumberland.

## Curiosità
La città è stata scelta da Andrés Muschietti per girare il film It del 2017 e anche per il seguito.